# Zdeněk Mráz
Zdeněk Mráz (* 16. října 1949, Brno) je bývalý český hokejový útočník. Jeho dcera Kateřina Mrázová se jako krasobruslařka zúčastnila třikrát olympijských her.

## Hokejová kariéra
V československé lize hrál za TJ ZKL/Zetor Brno a během vojenské služby za Duklu Jihlava. Odehrál 14 ligových sezón, nastoupil ve 479 ligových utkáních, dal 160 gólů a měl 148 asistencí. v letech 1969 a 1970 získal s Duklou Jihlava dva mistrovské tituly. S reprezentací Československa získal bronzovou medaili za 3. místo na Mistrovství Evropy juniorů v ledním hokeji 1969. V nižší soutěži hrál i za TJ ZVL Žilina, TJ ZŤS Martin a TJ Lokomotiva Pramet Šumperk. Kariéru končil v bývalé Jugoslávii v KHK Crvena zvezda, HK INA Sisak a KHL Mladost Zagreb.

## Klubové statistiky
| Sezona    | Klub              | Soutěž  | Základní část | Základní část | Základní část | Základní část | Základní část |
| Sezona    | Klub              | Soutěž  | Z             | G             | A             | B             | TM            |
| --------- | ----------------- | ------- | ------------- | ------------- | ------------- | ------------- | ------------- |
| 1968/1969 | ASD Dukla Jihlava | 1. liga | 8             | 0             | 0             | 0             | -             |
| 1969/1970 | Dukla Jihlava     | 1. liga | 29            | 12            | 4             | 16            | -             |
| 1970/1971 | TJ ZKL Brno       | 1. liga | 45            | 18            | 7             | 23            | -             |
| 1971/1972 | TJ ZKL Brno       | 1. liga | 35            | 7             | 2             | 9             | 6             |
| 1972/1973 | TJ ZKL Brno       | 1. liga | 34            | 7             | 8             | 15            | 12            |
| 1973/1974 | TJ ZKL Brno       | 1. liga | 43            | 23            | 20            | 43            | -             |
| 1974/1975 | TJ ZKL Brno       | 1. liga | 44            | 14            | 22            | 36            | -             |
| 1975/1976 | TJ ZKL Brno       | 1. liga | 30            | 12            | 17            | 30            | -             |
| 1976/1977 | TJ Zetor Brno     | 1. liga | 42            | 21            | 24            | 45            | -             |
| 1977/1978 | TJ Zetor Brno     | 1. liga | 42            | 5             | 8             | 13            | 12            |
| 1978/1979 | TJ Zetor Brno     | 1. liga | 43            | 14            | 14            | 28            | 23            |
| 1979/1980 | TJ Zetor Brno     | 1. liga | 42            | 16            | 13            | 29            | 12            |
| 1980/1981 | TJ Zetor Brno     | 2. liga | 31            | 30            | 17            | 47            | 8             |
| 1981/1982 | TJ Zetor Brno     | 1. liga | 42            | 11            | 8             | 19            | 10            |
| 1982/1983 | TJ ZVL Žilina     | 2. liga | -             | 40            | -             | -             | -             |
| 1983/1984 | TJ ZVL Žilina     | 2. liga | -             | 25            | -             | -             | -             |
| 1984/1985 | TJ ZŤS Martin     | 2. liga | 42            | 18            | 15            | 33            | 12            |